# Stanisław Warszycki (1577–1617)
Stanisław Warszycki herbu Abdank (ur. 1577, zm. 20 września 1617) – polski magnat, kasztelan warszawski, wojewoda podlaski (1616–1617), senator, podskarbi wielki koronny (1610–1616), starosta czerski w 1593 roku, starosta warszawski, osiecki i kobryński, dworzanin Anny Jagiellonki, elektor Zygmunta III Wazy, poseł na zjazd w Wiślicy (1587), poseł na dwór cara Iwana Wasiliewicza, fundator klasztoru i kościoła Bernardynek w Warszawie.

## Życiorys
Syn miecznika łęczyckiego Macieja (Mateusza) i Anny z Romiszewskich herbu Jelita – siostry kasztelana rospierskiego Jana Romiszewskiego.
Miał siostrę Małgorzatę za chorążym łęczyckim Janem Lasockim (wnukiem Stanisława Lasockiego i Jana Leżeńskiego) oraz brata Andrzeja, podkomorzego sieradzkiego, ożenionego z Katarzyną z Rokszyckich.
Stryj wojewody mazowieckiego Stanisława Warszyckiego i wojewody podlaskiego Pawła Warszyckiego oraz Ewy I v. za Gabrielem hr. Tarnowskim (synem Stanisława) II v. za Janem Zebrzydowskim.  
W 1609 roku podczas Rokoszu Zebrzydowskiego miał przez trzy miesiące gościć króla Zygmunta III Wazę wraz z dworem w należącym do rodziny Warszyckich Zamku w Dankowie.
Fundator kaplicy (obecnie w kościele św. Anny) w Brzezinach, wybudował pałac barokowy w Mińsku Mazowieckim.
Żonaty z I v. Elżbietą Karśnicką;
II v. Zofia Górska z Góry h. Nałęcz (z Zalesia), jej stryjem  był Andrzej Górski z Góry h. Nałęcz, wojewoda mazowiecki.
Pochowany w ufundowanym przez siebie kościele Bernardynek w Warszawie. W I poł. XIX w. jego nagrobek przeniesiono do archikatedry św. Jana w Warszawie.